# Copa do Mundo de Futebol Feminino de 2023
A Copa do Mundo FIFA de Futebol Feminino de 2023 foi a nona edição do torneio mundial de seleções femininas. O evento aconteceu entre 20 de julho e 20 de agosto, sendo a edição mais tardia deste formato da Copa do Mundo. As competições aconteceram na Austrália e na Nova Zelândia, sendo a primeira edição a ocorrer em dois países simultaneamente, além de ser o primeiro mundial de futebol profissional a acontecer nesses dois países, tendo como novidade a ampliação do formato para 32 participantes. A definição dos países aconteceu em 25 de junho de 2020 após uma votação virtual.
Em uma final inédita contra a Inglaterra, a Espanha conquistou o seu primeiro título na competição, repetindo o mesmo feito da seleção masculina em 2010, ganhando na sua primeira decisão. Além disso, se junta a Alemanha como a seleção campeã do mundo em ambos os gêneros. A Suécia novamente ficou em terceiro lugar e a anfitriã Austrália fechou a competição em quarto lugar, sendo a melhor campanha da equipe em Copas do Mundo. Essa edição também ficou marcada pela eliminação precoce de seleções tradicionais.

## Ampliação e mudanças no formato
Em 5 de julho de 2019, algumas horas antes da final da Copa do Mundo Feminina daquele ano, o presidente da FIFA, o suíço-italiano Gianni Infantino, declarou em uma coletiva de imprensa que aquela edição era uma edição sem precedentes na história do torneio, com um interesse de mídia nunca visto, o que levou as maiores audiências de televisão jamais registradas na história do futebol feminino. Ao final desta declaração, ele anunciou que a entidade havia elaborado uma lista com cinco metas a serem atingidas pelo futebol feminino nos próximos anos. Faziam parte desta lista:
- Criação de um mundial de clubes, aos moldes do que já acontece com os homens desde 2000 e 2005 até 2023
- Criação da Liga Mundial Feminina, seguindo os moldes da Liga das Nações da UEFA.
- Com o aumento do nível dos jogos registrado nas duas edições anteriores, a entidade decidiu aumentar o número de seleções participantes de 24 para 32, a fim de igualar o formato do torneio masculino, vigente desde 1998.
- Dobrar as premiações para a Copa de 2023, também igualando estes valores aos dos homens.
- Dobrar os investimentos no desenvolvimento do esporte para 1 bilhão de dólares.[5][6]

Em 31 de julho do mesmo ano, o quadro executivo da entidade ratificou a primeira meta, que era a equiparação do formato dos dois torneios. No entanto, alguns meses mais tarde, a entidade decidiu que ele seria vigente no masculino até 2022, já que a partir de 2026 passaria a ser 48 seleções.

## Candidaturas
Ao todo, oito países anunciaram a intenção de se candidatar para ser sede da Copa do Mundo de Futebol Feminino de 2023, chegando assim a um número recorde de candidaturas da história do torneio, desde sua primeira edição em 1991. O processo de inscrições seguiu até o dia 16 de abril de 2019. Os projetos seriam apresentados ao público no dia 4 de outubro de 2019, quando até então era a data limite para a apresentação de documentação confirmando as candidaturas e uma votação seria feita em Miami, nos Estados Unidos, estando prevista inicialmente para março de 2020. Entre os candidatos estão três países da América (Argentina, Brasil e Colômbia), dois da Ásia (Coreia do Norte/Coreia do Sul e Japão), um país da África (África do Sul) e dois da Oceania (Austrália e Nova Zelândia, que viriam a se juntar em seguida).
Em 31 de julho de 2019, a FIFA resolveu acelerar o prazo de oficialização de candidaturas, previstos para terminar em outubro, antecipando para o mês de agosto do mesmo ano a confirmação dos nove países interessados, devido a ampliação no número de equipes. Também foi adiado o processo de votação, passando para o mês de maio de 2020, mas mantido o local da decisão, além de reabrir o processo da apresentação de mais candidatos na disputa. Após a proposta de prorrogação para apresentação de documentos, houve a saída da Bolívia do pleito. A Bélgica, que chegou a mostrar interesse em agosto, desistiu logo em seguida. Em seguida, houve a saída da África do Sul, Argentina e da candidatura conjunta das Coreias.
Em dezembro de 2019, a FIFA confirmou os países candidatos a receber esta edição: Brasil, Colômbia, Japão e a candidatura conjunta entre Austrália e Nova Zelândia. A escolha da sede ocorreu na reunião do Conselho da FIFA, no dia 25 de junho de 2020 em Adis Abeba, capital da Etiópia. No entanto, tanto o Brasil quanto o Japão retiraram suas propostas em junho de 2020, antes da votação final.
Em 25 de junho de 2020, a candidatura conjunta da Austrália e da Nova Zelândia foram escolhidas como sede da Copa do Mundo de Futebol Feminino de 2023, depois de uma parcial de votação acirrada, já que a Colômbia recebeu a maioria dos votos da UEFA (exceto Inglaterra) e da CONMEBOL, enquanto que a candidatura dupla de Austrália e Nova Zelândia receberam os votos da OFC, CONCACAF, AFC e CAF.
| IX Copa do Mundo de Futebol Feminino Congresso Ordinário da FIFA 25 de junho de 2020, em Adis Abeba (Etiópia) |              |       |
| Países candidatos                                                                                             | Rodada única | %     |
| Austrália · Nova Zelândia                                                                                     | 22           | 59,45 |
| Colômbia | 13           | 35,13 |
| Votos recusados                                                                                               | 2            | 5,4   |
| Abstenções | 0            | 0     |
| Total | 37           | 100   |

## Datas
Ao contrário das edições anteriores, nenhuma das candidaturas pode propor as datas do torneio. Coube a FIFA pré-determinar qual seria a janela de disputa do torneio, escolhendo o período de julho a agosto (verão no hemisfério norte) de 2023 para não coincidir com outros eventos internacionais de grande porte, como as finais da Liga dos Campeões da UEFA e outros campeonatos mundiais marcados para o mesmo período. Porém, esta foi a primeira vez na história em que a Copa do Mundo Feminina foi disputada durante o inverno dos países-sede.
Em 20 de maio de 2021, a FIFA definiu o período de 20 de julho a 20 de agosto de 2023 como os dias do Mundial Feminino, durante uma reunião do conselho que também definiu as datas da repescagem entre 17 a 23 de fevereiro de 2023.

## Estádios
As regras da FIFA estabelecem que o número mínimo de estados seja de 8 e o máximo seja de 12, tal como o que acontece com o mundial masculino. Assim, 12 cidades dos dois países ofereceram 13 estádios. Todavia, a divisão de jogos seguiu o formato usado na Copa do Mundo FIFA de 2002 em que houve uma divisão proporcional do número de sedes envolvidas (cinco sedes em cada país, com 64 jogos previstos, sendo 32 em cada país). O jogo de abertura e uma das semifinais foram no Eden Park, na Nova Zelândia, enquanto que um jogo das oitavas de final, um jogo das quartas de final, a outra semifinal e a final no Stadium Australia.
Em 31 de março de 2021, foram definidos os estádios e a divisão de jogos. A Austrália recebeu a partida em cinco cidades e a Nova Zelândia em quatro, com ambos recebendo uma semifinal cada.
| Austrália                                                                           | Austrália                 | Austrália          | Austrália                     |
| Sydney                                                                              | Sydney                    | Brisbane           | Melbourne                     |
| ----------------------------------------------------------------------------------- | ------------------------- | ------------------ | ----------------------------- |
| Stadium Australia                                                                   | Sydney Football Stadium   | Lang Park          | Melbourne Rectangular Stadium |
| Capacidade: 75 784                                                                  | Capacidade: 40 583        | Capacidade: 49 461 | Capacidade: 27 706            |
|                                                                                     |                           |                    |                               |
| Perth Melbourne Sydney Brisbane AdelaideCidades-sede da Copa de 2023 pela Austrália |                           |                    |                               |
| Perth                                                                               | Perth                     | Adelaide           | Adelaide                      |
| Perth Rectangular Stadium                                                           | Perth Rectangular Stadium | Hindmarsh Stadium  | Hindmarsh Stadium             |
| Capacidade: 18 727                                                                  | Capacidade: 18 727        | Capacidade: 13 557 | Capacidade: 13 557            |
|                                                                                     |                           |                    |                               |

| Eden Park          | Wellington Regional Stadium                                                         | Forsyth Barr Stadium                                                                |                                                                                     |                                                                                     |                                                                                     |                                                                                     |
| Capacidade: 43 217 | Capacidade: 33 132                                                                  | Capacidade: 25 947                                                                  |                                                                                     |                                                                                     |                                                                                     |                                                                                     |
|                    |                                                                                     |                                                                                     |                                                                                     |                                                                                     |                                                                                     |                                                                                     |
| Hamilton           | Auckland Dunedin Hamilton WellingtonCidades-sede da Copa de 2023 pela Nova Zelândia | Auckland Dunedin Hamilton WellingtonCidades-sede da Copa de 2023 pela Nova Zelândia | Auckland Dunedin Hamilton WellingtonCidades-sede da Copa de 2023 pela Nova Zelândia | Auckland Dunedin Hamilton WellingtonCidades-sede da Copa de 2023 pela Nova Zelândia | Auckland Dunedin Hamilton WellingtonCidades-sede da Copa de 2023 pela Nova Zelândia | Auckland Dunedin Hamilton WellingtonCidades-sede da Copa de 2023 pela Nova Zelândia |
| Waikato Stadium    | Auckland Dunedin Hamilton WellingtonCidades-sede da Copa de 2023 pela Nova Zelândia | Auckland Dunedin Hamilton WellingtonCidades-sede da Copa de 2023 pela Nova Zelândia | Auckland Dunedin Hamilton WellingtonCidades-sede da Copa de 2023 pela Nova Zelândia | Auckland Dunedin Hamilton WellingtonCidades-sede da Copa de 2023 pela Nova Zelândia | Auckland Dunedin Hamilton WellingtonCidades-sede da Copa de 2023 pela Nova Zelândia | Auckland Dunedin Hamilton WellingtonCidades-sede da Copa de 2023 pela Nova Zelândia |
| Capacidade: 18 009 | Auckland Dunedin Hamilton WellingtonCidades-sede da Copa de 2023 pela Nova Zelândia | Auckland Dunedin Hamilton WellingtonCidades-sede da Copa de 2023 pela Nova Zelândia | Auckland Dunedin Hamilton WellingtonCidades-sede da Copa de 2023 pela Nova Zelândia | Auckland Dunedin Hamilton WellingtonCidades-sede da Copa de 2023 pela Nova Zelândia | Auckland Dunedin Hamilton WellingtonCidades-sede da Copa de 2023 pela Nova Zelândia | Auckland Dunedin Hamilton WellingtonCidades-sede da Copa de 2023 pela Nova Zelândia |
|                    | Auckland Dunedin Hamilton WellingtonCidades-sede da Copa de 2023 pela Nova Zelândia | Auckland Dunedin Hamilton WellingtonCidades-sede da Copa de 2023 pela Nova Zelândia | Auckland Dunedin Hamilton WellingtonCidades-sede da Copa de 2023 pela Nova Zelândia | Auckland Dunedin Hamilton WellingtonCidades-sede da Copa de 2023 pela Nova Zelândia | Auckland Dunedin Hamilton WellingtonCidades-sede da Copa de 2023 pela Nova Zelândia | Auckland Dunedin Hamilton WellingtonCidades-sede da Copa de 2023 pela Nova Zelândia |

## Participantes
As competições que qualificaram as seleções para a Copa do Mundo apuraram 32 delas para o torneio, além das anfitriãs Austrália e Nova Zelândia e que já estavam previamente classificadas por serem os países sede. Foram 29 vagas diretas para a competição e três vagas via repescagem. A repescagem serviu como evento-teste e funcionou da seguinte forma: 10 seleções foram divididas em três chaves, dois com três países e um com quatro. As vencedoras dos confrontos eliminatórios garantiram as vagas na Copa do Mundo. A divisão das vagas foi realizada no dia 23 de dezembro de 2020.
| Confederação                                 | Seleção        | Presenças | Primeira presença | Última presença | Melhor resultado anterior                      |
| -------------------------------------------- | -------------- | --------- | ----------------- | --------------- | ---------------------------------------------- |
| AFC (5 vagas + país-sede)                    | Austrália      | 8         | 1995              | 2019            | Quartas de final (2007, 2011 e 2015)           |
| AFC (5 vagas + país-sede)                    | China          | 7         | 1991              | 2019            | Vice-campeã (1999)                             |
| AFC (5 vagas + país-sede)                    | Coreia do Sul  | 3         | 2003              | 2019            | Oitavas de final (2015)                        |
| AFC (5 vagas + país-sede)                    | Japão          | 8         | 1991              | 2019            | Campeã (2011)                                  |
| AFC (5 vagas + país-sede)                    | Filipinas      | 1         | –                 | –               | Estreante                                      |
| AFC (5 vagas + país-sede)                    | Vietnã         | 1         | –                 | –               | Estreante                                      |
| OFC (1 vaga, sendo direcionada ao país-sede) | Nova Zelândia  | 6         | 1991              | 2019            | Fase de grupos (1991, 2007, 2011, 2015 e 2019) |
| UEFA (11 vagas)                              | Espanha        | 3         | 2015              | 2019            | Fase de grupos (2015)                          |
| UEFA (11 vagas)                              | França         | 5         | 2003              | 2019            | Quarto lugar (2011)                            |
| UEFA (11 vagas)                              | Suécia         | 9         | 1991              | 2019            | Vice-campeã (2003)                             |
| UEFA (11 vagas)                              | Dinamarca      | 5         | 1991              | 2007            | Quartas de final (1991 e 1995)                 |
| UEFA (11 vagas)                              | Noruega        | 9         | 1991              | 2019            | Campeã (1995)                                  |
| UEFA (11 vagas)                              | Alemanha       | 9         | 1991              | 2019            | Campeã (2003 e 2007)                           |
| UEFA (11 vagas)                              | Inglaterra     | 4         | 1995              | 2019            | Terceiro lugar (2015)                          |
| UEFA (11 vagas)                              | Itália         | 4         | 1991              | 2019            | Quartas de final (1991)                        |
| UEFA (11 vagas)                              | Países Baixos  | 3         | 2015              | 2019            | Vice-campeã (2019)                             |
| UEFA (11 vagas)                              | Suíça          | 2         | 2015              | 2015            | Oitavas de final (2015)                        |
| UEFA (11 vagas)                              | Irlanda        | 1         | –                 | –               | Estreante                                      |
| CAF (4 vagas)                                | Zâmbia         | 1         | –                 | –               | Estreante                                      |
| CAF (4 vagas)                                | Marrocos       | 1         | –                 | –               | Estreante                                      |
| CAF (4 vagas)                                | Nigéria        | 9         | 1991              | 2019            | Quartas de final (1999)                        |
| CAF (4 vagas)                                | África do Sul  | 2         | 2019              | 2019            | Fase de grupos (2019)                          |
| CONCACAF (4 vagas)                           | Estados Unidos | 9         | 1991              | 2019            | Campeã (1991, 1999, 2015 e 2019)               |
| CONCACAF (4 vagas)                           | Costa Rica     | 2         | 2015              | 2015            | Fase de grupos (2015)                          |
| CONCACAF (4 vagas)                           | Canadá         | 8         | 1995              | 2019            | Quarto lugar (2003)                            |
| CONCACAF (4 vagas)                           | Jamaica        | 2         | 2019              | 2019            | Fase de grupos (2019)                          |
| CONMEBOL (3 vagas)                           | Brasil         | 9         | 1991              | 2019            | Vice-campeã (2007)                             |
| CONMEBOL (3 vagas)                           | Colômbia       | 3         | 2011              | 2015            | Oitavas de final (2015)                        |
| CONMEBOL (3 vagas)                           | Argentina      | 4         | 2003              | 2019            | Fase de grupos (2003, 2007 e 2019)             |
| Playoff intercontinental (3 vagas)           | Haiti          | 1         | –                 | –               | Estreante                                      |
| Playoff intercontinental (3 vagas)           | Portugal       | 1         | –                 | –               | Estreante                                      |
| Playoff intercontinental (3 vagas)           | Panamá         | 1         | –                 | –               | Estreante                                      |

## Arbitragem
Em 9 de janeiro de 2023 a FIFA anunciou as árbitras e assistentes para o Mundial, escolhidas através da sua Comissão de Árbitros.
| Confederação | Árbitras (33) | Assistentes (55) | Árbitras de vídeo (19) |
| ------------ | --- | --- | --- |
| AFC          | AUS Kate Jacewicz KOR Kim Yu-jeong KOR Oh Hyeon-jeong AUS Casey Reibelt JPN Yoshimi Yamashita | JPN Makoto Bozono AUS Joanna Charaktis KOR Kim Kyoung-min KOR Lee Seul-gi KOR Park Mi-suk PLE Heba Saadieh JPN Naomi Teshirogi KGZ Ramina Tsoi CHN Xie Lijun | QAT Abdullah Al-Marri AUS Christopher Beath SGP Muhammad Taqi |
| CAF          | TOG Vincentia Amedome MAR Bouchra Karboubi RSA Akhona Makalima RWA Salima Mukansanga | CMR Carine Atezambong ZAM Diana Chikotesha MAR Soukaina Hamdi MAR Fatiha Jermoumi MLI Fanta Kone KEN Mary Njoroge MRI Queency Victoire | MAR Adil Zourak |
| CONCACAF     | CRC Marianela Araya CAN Marie-Soleil Beaudoin HON Melissa Borjas MEX Katia García USA Ekaterina Koroleva CAN Myriam Marcotte USA Tori Penso                                                                                               | CAN Chantal Boudreau MEX Enedina Caudillo MEX Karen Díaz USA Felisha Mariscal USA Brooke Mayo USA Kathryn Nesbitt HON Shirley Perello MEX Sandra Ramírez SUR Mijensa Rensch JAM Stephanie Yee Sing | CAN Carol Anne Chenard CAN Drew Fischer NCA Tatiana Guzmán USA Armando Villarreal                                                                                 |
| CONMEBOL     | BRA Edina Alves VEN Emikar Calderas CHI María Carvajal URU Anahí Fernández ARG Laura Fortunato | ECU Mónica Amboya BRA Neuza Back COL Mary Blanco ARG Mariana de Almeida ARG Daiana Milone BRA Leila Moreira da Cruz VEN Migdalia Rodríguez CHI Loreto Toloza CHI Leslie Vásquez | ARG Salomé di Iorio COL Nicolás Gallo BRA Daiane Muniz VEN Juan Soto                                                                                              |
| OFC          | NZL Anna-Marie Keighley | NZL Sarah Jones SAM Maria Salamasina | |
| UEFA         | ROU Iuliana Demetrescu ITA Maria Sole Ferrieri Caputi WAL Cheryl Foster FRA Stéphanie Frappart ESP Marta Huerta de Aza FIN Lina Lehtovaara CRO Ivana Martinčić UKR Kateryna Monzul SWE Tess Olofsson SUI Esther Staubli ENG Rebecca Welch | ENG Natalie Aspinall POL Paulina Baranowska FRA Élodie Coppola ITA Francesca Di Monte CYP Polyxeni Irodotou EST Karolin Kaivoja GRE Chrysoula Kourompylia SUI Susanne Küng FRA Manuela Nicolosi IRL Michelle O'Neill NED Franca Overtoom ESP Guadalupe Porras GER Katrin Rafalski CZE Lucie Ratajová CRO Sanja Rođak-Karšić UKR Maryna Striletska ROU Mihaela Țepușă HUN Anita Vad | BEL Ella De Vries GER Marco Fritz ESP Alejandro Hernández Hernández ITA Massimiliano Irrati ESP Juan Martínez Munuera ENG Sian Massey-Ellis NED Paulus Van Boekel |

## Sorteio
O sorteio ocorreu no dia 22 de outubro de 2022 no Aotea Centre em Auckland, na Nova Zelândia. As 29 seleções foram distribuídas em quatro potes de acordo com as colocações no Ranking Feminino Mundial da FIFA de 17 de junho de 2022, além das vagas do playoff intercontinental. Austrália e Nova Zelândia, por serem as sedes da competição, foram as cabeças de chave do pote 1, sendo designadas respectivamente para os grupos A e B.
| Pote 1 | Pote 2 | Pote 3 | Pote 4 |
| --- | --- | --- | --- |
| Nova Zelândia (22, anfitriã) Austrália (13, anfitriã) Estados Unidos (1) Suécia (2) Alemanha (3) Inglaterra (4) França (5) Espanha (6) | Canadá (7) Países Baixos (8) Brasil (9) Japão (11) Noruega (12) Itália (14) China (15) Coreia do Sul (17) | Dinamarca (18) Suíça (21) Irlanda (24) Colômbia (27) Argentina (29) Vietnã (34) Costa Rica (37) Jamaica (43) | Nigéria (45) Filipinas (53) África do Sul (54) Marrocos (76) Zâmbia (81) Vencedor do Playoff A Vencedor do Playoff B Vencedor do Playoff C |

1. ↑  Posteriormente a vencedora foi  Portugal.
2. ↑  Posteriormente a vencedora foi o  Haiti.
3. ↑  Posteriormente a vencedora foi o  Panamá.

## Fase de grupos
Os países concorrentes foram divididos em oito grupos de quatro equipes (grupos A a H). As equipes em cada grupo jogam entre si em um todos contra todos, com as duas primeiras equipes avançando para a fase eliminatória. 
| Critérios de desempate |
| --- |
| A classificação das equipas na fase de grupos é determinada da seguinte forma: 1. Pontos obtidos em todos os jogos do grupo (três pontos por vitória, um por empate, nenhum por derrota); 2. Diferença de gols em todos os jogos do grupo; 3. Número de gols marcados em todas as partidas da fase de grupos; 4. Pontos obtidos nas partidas disputadas entre as equipes em questão; 5. Diferença de gols nas partidas disputadas entre as equipes em questão; 6. Número de gols marcados nas partidas disputadas entre as equipes em questão; 7. Pontos de fair play em todas as partidas do grupo (apenas uma dedução pode ser aplicada a um jogador em uma única partida): - Cartão amarelo: −1 ponto; - Cartão vermelho indireto (segundo cartão amarelo): −3 pontos; - Cartão vermelho direto: −4 pontos; - Cartão amarelo e cartão vermelho direto: −5 pontos; 8. Sorteio. |

### Grupo A
| Pos | Equipe        | Pts | J | V | E | D | GP | GC | SG | Classificado |
| --- | ------------- | --- | - | - | - | - | -- | -- | -- | ------------ |
| 1   | Suíça         | 5   | 3 | 1 | 2 | 0 | 2  | 0  | +2 | Fase final   |
| 2   | Noruega       | 4   | 3 | 1 | 1 | 1 | 6  | 1  | +5 | Fase final   |
| 3   | Nova Zelândia | 4   | 3 | 1 | 1 | 1 | 1  | 1  | 0  | Eliminada    |
| 4   | Filipinas     | 3   | 3 | 1 | 0 | 2 | 1  | 8  | −7 | Eliminada    |

| 20 de julho    | Nova Zelândia | 1 – 0     | Noruega | Eden Park, Auckland                            |
| 19:00 (UTC+12) | Wilkinson 48' | Relatório |         | Público: 42 137 Árbitro: JPN Yoshimi Yamashita |

| 21 de julho    | Filipinas | 0 – 2     | Suíça                            | Forsyth Barr Stadium, Dunedin                  |
| 17:00 (UTC+12) |           | Relatório | Bachmann 45' (pen.) · Piubel 64' | Público: 13 711 Árbitro: TOG Vincentia Amedome |

| 25 de julho    | Nova Zelândia | 0 – 1     | Filipinas  | Wellington Regional Stadium, Wellington   |
| 17:30 (UTC+12) |               | Relatório | Bolden 24' | Público: 32 357 Árbitro: MEX Katia García |

| 25 de julho    | Suíça | 0 – 0     | Noruega | Waikato Stadium, Hamilton                       |
| 20:00 (UTC+12) |       | Relatório |         | Público: 10 769 Árbitro: FRA Stéphanie Frappart |

| 30 de julho    | Suíça | 0 – 0     | Nova Zelândia | Forsyth Barr Stadium, Dunedin           |
| 19:00 (UTC+12) |       | Relatório |               | Público: 25 947 Árbitro: USA Tori Penso |

| 30 de julho    | Noruega                                                                               | 6 – 0     | Filipinas | Eden Park, Auckland                                |
| 19:00 (UTC+12) | Román Haug 6', 17', 90+5' · Graham Hansen 31' · Barker 48' (g.c.) · Reiten 53' (pen.) | Relatório |           | Público: 34 697 Árbitro: CAN Marie-Soleil Beaudoin |

### Grupo B
| Pos | Equipe    | Pts | J | V | E | D | GP | GC | SG | Classificado |
| --- | --------- | --- | - | - | - | - | -- | -- | -- | ------------ |
| 1   | Austrália | 6   | 3 | 2 | 0 | 1 | 7  | 3  | +4 | Fase final   |
| 2   | Nigéria   | 5   | 3 | 1 | 2 | 0 | 3  | 2  | +1 | Fase final   |
| 3   | Canadá    | 4   | 3 | 1 | 1 | 1 | 2  | 5  | −3 | Eliminada    |
| 4   | Irlanda   | 1   | 3 | 0 | 1 | 2 | 1  | 3  | −2 | Eliminada    |

| 20 de julho    | Austrália         | 1 – 0     | Irlanda | Stadium Australia, Sydney                |
| 20:00 (UTC+10) | Catley 52' (pen.) | Relatório |         | Público: 75 784 Árbitro: BRA Edina Alves |

| 21 de julho    | Nigéria | 0 – 0     | Canadá | Melbourne Rectangular Stadium, Melbourne     |
| 12:30 (UTC+10) |         | Relatório |        | Público: 21 410 Árbitro: FIN Lina Lehtovaara |

| 26 de julho   | Canadá                           | 2 – 1     | Irlanda   | Perth Rectangular Stadium, Perth             |
| 20:00 (UTC+8) | Connolly 45+5' (g.c.) · Leon 53' | Relatório | McCabe 4' | Público: 17 065 Árbitro: ARG Laura Fortunato |

| 27 de julho    | Austrália                         | 2 – 3     | Nigéria                              | Lang Park, Brisbane                         |
| 20:00 (UTC+10) | Van Egmond 45+1' · Kennedy 90+10' | Relatório | Kanu 45+6' · Ohale 65' · Oshoala 72' | Público: 49 156 Árbitro: SUI Esther Staubli |

| 31 de julho    | Canadá | 0 – 4     | Austrália                                       | Melbourne Rectangular Stadium, Melbourne        |
| 20:00 (UTC+10) |        | Relatório | Raso 9', 39' · Fowler 58' · Catley 90+4' (pen.) | Público: 27 706 Árbitro: FRA Stéphanie Frappart |

| 31 de julho    | Irlanda | 0 – 0     | Nigéria | Lang Park, Brisbane                       |
| 20:00 (UTC+10) |         | Relatório |         | Público: 24 884 Árbitro: MEX Katia García |

### Grupo C
| Pos | Equipe     | Pts | J | V | E | D | GP | GC | SG  | Classificado |
| --- | ---------- | --- | - | - | - | - | -- | -- | --- | ------------ |
| 1   | Japão      | 9   | 3 | 3 | 0 | 0 | 11 | 0  | +11 | Fase final   |
| 2   | Espanha    | 6   | 3 | 2 | 0 | 1 | 8  | 4  | +4  | Fase final   |
| 3   | Zâmbia     | 3   | 3 | 1 | 0 | 2 | 3  | 11 | −8  | Eliminada    |
| 4   | Costa Rica | 0   | 3 | 0 | 0 | 3 | 1  | 8  | −7  | Eliminada    |

| 21 de julho    | Espanha                                           | 3 – 0     | Costa Rica | Wellington Regional Stadium, Wellington    |
| 19:30 (UTC+12) | Del Campo 21' (g.c.) · Bonmatí 23' · González 27' | Relatório |            | Público: 22 966 Árbitro: AUS Casey Reibelt |

| 22 de julho    | Zâmbia | 0 – 5     | Japão                                                              | Waikato Stadium, Hamilton                  |
| 19:00 (UTC+12) |        | Relatório | Miyazawa 43', 62' · Mi. Tanaka 55' · Endō 71' · Ueki 90+11' (pen.) | Público: 16 111 Árbitro: SWE Tess Olofsson |

| 26 de julho    | Japão                    | 2 – 0     | Costa Rica | Forsyth Barr Stadium, Dunedin                          |
| 17:00 (UTC+12) | Naomoto 25' · Fujino 27' | Relatório |            | Público: 6 992 Árbitro: ITA Maria Sole Ferrieri Caputi |

| 26 de julho    | Espanha                                            | 5 – 0     | Zâmbia | Eden Park, Auckland                         |
| 19:30 (UTC+12) | Abelleira 9' · Hermoso 13', 70' · Redondo 65', 85' | Relatório |        | Público: 20 983 Árbitro: KOR Oh Hyeon-jeong |

| 31 de julho    | Japão                                         | 4 – 0     | Espanha | Wellington Regional Stadium, Wellington         |
| 19:00 (UTC+12) | Miyazawa 12', 40' · Ueki 29' · Mi. Tanaka 82' | Relatório |         | Público: 20 957 Árbitro: USA Ekaterina Koroleva |

| 31 de julho    | Costa Rica  | 1 – 3     | Zâmbia                                              | Waikato Stadium, Hamilton                    |
| 19:00 (UTC+12) | Herrera 47' | Relatório | Mweemba 3' · B. Banda 31' (pen.) · Kundananji 90+3' | Público: 8 117 Árbitro: MAR Bouchra Karboubi |

### Grupo D
| Pos | Equipe     | Pts | J | V | E | D | GP | GC | SG | Classificado |
| --- | ---------- | --- | - | - | - | - | -- | -- | -- | ------------ |
| 1   | Inglaterra | 9   | 3 | 3 | 0 | 0 | 8  | 1  | +7 | Fase final   |
| 2   | Dinamarca  | 6   | 3 | 2 | 0 | 1 | 3  | 1  | +2 | Fase final   |
| 3   | China      | 3   | 3 | 1 | 0 | 2 | 2  | 7  | −5 | Eliminada    |
| 4   | Haiti      | 0   | 3 | 0 | 0 | 3 | 0  | 4  | −4 | Eliminada    |

| 22 de julho    | Inglaterra         | 1 – 0     | Haiti | Lang Park, Brisbane                          |
| 19:30 (UTC+10) | Stanway 29' (pen.) | Relatório |       | Público: 44 369 Árbitro: VEN Emikar Calderas |

| 22 de julho   | Dinamarca      | 1 – 0     | China | Perth Rectangular Stadium, Perth                   |
| 20:00 (UTC+8) | Vangsgaard 90' | Relatório |       | Público: 16 989 Árbitro: CAN Marie-Soleil Beaudoin |

| 28 de julho    | Inglaterra | 1 – 0     | Dinamarca | Sydney Football Stadium, Sydney            |
| 18:30 (UTC+10) | James 6'   | Relatório |           | Público: 40 439 Árbitro: SWE Tess Olofsson |

| 28 de julho      | China                  | 1 – 0     | Haiti | Hindmarsh Stadium, Adelaide                      |
| 20:30 (UTC+9:30) | Wang Shuang 74' (pen.) | Relatório |       | Público: 12 675 Árbitro: ESP Marta Huerta de Aza |

| 1 de agosto      | China                  | 1 – 6     | Inglaterra                                                  | Hindmarsh Stadium, Adelaide                |
| 20:30 (UTC+9:30) | Wang Shuang 57' (pen.) | Relatório | Russo 4' · Hemp 26' · James 41', 65' · Kelly 77' · Daly 84' | Público: 13 497 Árbitro: AUS Casey Reibelt |

| 1 de agosto   | Haiti | 0 – 2     | Dinamarca                              | Perth Rectangular Stadium, Perth            |
| 19:00 (UTC+8) |       | Relatório | Harder 21' (pen.) · Troelsgaard 90+10' | Público: 17 897 Árbitro: KOR Oh Hyeon-jeong |

### Grupo E
| Pos | Equipe         | Pts | J | V | E | D | GP | GC | SG  | Classificado |
| --- | -------------- | --- | - | - | - | - | -- | -- | --- | ------------ |
| 1   | Países Baixos  | 7   | 3 | 2 | 1 | 0 | 9  | 1  | +8  | Fase final   |
| 2   | Estados Unidos | 5   | 3 | 1 | 2 | 0 | 4  | 1  | +3  | Fase final   |
| 3   | Portugal       | 4   | 3 | 1 | 1 | 1 | 2  | 1  | +1  | Eliminada    |
| 4   | Vietnã         | 0   | 3 | 0 | 0 | 3 | 0  | 12 | −12 | Eliminada    |

| 22 de julho    | Estados Unidos               | 3 – 0     | Vietnã | Eden Park, Auckland                           |
| 13:00 (UTC+12) | Smith 14', 45+7' · Horan 77' | Relatório |        | Público: 41 107 Árbitro: MAR Bouchra Karboubi |

| 23 de julho    | Países Baixos     | 1 – 0     | Portugal | Forsyth Barr Stadium, Dunedin                |
| 19:30 (UTC+12) | Van der Gragt 13' | Relatório |          | Público: 11 991 Árbitro: UKR Kateryna Monzul |

| 27 de julho    | Estados Unidos | 1 – 1     | Países Baixos | Wellington Regional Stadium, Wellington        |
| 13:00 (UTC+12) | Horan 62'      | Relatório | Roord 17'     | Público: 27 312 Árbitro: JPN Yoshimi Yamashita |

| 27 de julho    | Portugal                     | 2 – 0     | Vietnã | Waikato Stadium, Hamilton                     |
| 19:30 (UTC+12) | Encarnação 7' · Nazareth 21' | Relatório |        | Público: 6 645 Árbitro: RWA Salima Mukansanga |

| 1 de agosto    | Portugal | 0 – 0     | Estados Unidos | Eden Park, Auckland                        |
| 19:00 (UTC+12) |          | Relatório |                | Público: 40 958 Árbitro: ENG Rebecca Welch |

| 1 de agosto    | Vietnã | 0 – 7     | Países Baixos                                                                 | Forsyth Barr Stadium, Dunedin               |
| 19:00 (UTC+12) |        | Relatório | Martens 8' · Snoeijs 11' · Brugts 18', 57' · Roord 23', 83' · Van de Donk 45' | Público: 8 215 Árbitro: CRO Ivana Martinčić |

### Grupo F
| Pos | Equipe  | Pts | J | V | E | D | GP | GC | SG | Classificado |
| --- | ------- | --- | - | - | - | - | -- | -- | -- | ------------ |
| 1   | França  | 7   | 3 | 2 | 1 | 0 | 8  | 4  | +4 | Fase final   |
| 2   | Jamaica | 5   | 3 | 1 | 2 | 0 | 1  | 0  | +1 | Fase final   |
| 3   | Brasil  | 4   | 3 | 1 | 1 | 1 | 5  | 2  | +3 | Eliminada    |
| 4   | Panamá  | 0   | 3 | 0 | 0 | 3 | 3  | 11 | −8 | Eliminada    |

| 23 de julho    | França | 0 – 0     | Jamaica | Sydney Football Stadium, Sydney             |
| 20:00 (UTC+10) |        | Relatório |         | Público: 39 045 Árbitro: CHI María Carvajal |

| 24 de julho      | Brasil                                       | 4 – 0     | Panamá | Hindmarsh Stadium, Adelaide                |
| 20:30 (UTC+9:30) | Ary Borges 19', 39', 70' · Bia Zaneratto 48' | Relatório |        | Público: 13 142 Árbitro: WAL Cheryl Foster |

| 29 de julho    | França                     | 2 – 1     | Brasil      | Lang Park, Brisbane                        |
| 20:00 (UTC+10) | Le Sommer 17' · Renard 83' | Relatório | Debinha 58' | Público: 49 378 Árbitro: AUS Kate Jacewicz |

| 29 de julho   | Panamá | 0 – 1     | Jamaica      | Perth Rectangular Stadium, Perth             |
| 20:00 (UTC+8) |        | Relatório | A. Swaby 56' | Público: 15 987 Árbitro: UKR Kateryna Monzul |

| 2 de agosto    | Panamá                                     | 3 – 6     | França                                                                          | Sydney Football Stadium, Sydney              |
| 20:00 (UTC+10) | Cox 2' · Pinzón 64' (pen.) · L. Cedeño 87' | Relatório | Lakrar 21' · Diani 28', 37' (pen.), 52' (pen.) · Le Garrec 45+5' · Bècho 90+10' | Público: 40 498 Árbitro: ARG Laura Fortunato |

| 2 de agosto    | Jamaica | 0 – 0     | Brasil | Melbourne Rectangular Stadium, Melbourne    |
| 20:00 (UTC+10) |         | Relatório |        | Público: 27 638 Árbitro: SUI Esther Staubli |

### Grupo G
| Pos | Equipe        | Pts | J | V | E | D | GP | GC | SG | Classificado |
| --- | ------------- | --- | - | - | - | - | -- | -- | -- | ------------ |
| 1   | Suécia        | 9   | 3 | 3 | 0 | 0 | 9  | 1  | +8 | Fase final   |
| 2   | África do Sul | 4   | 3 | 1 | 1 | 1 | 6  | 6  | 0  | Fase final   |
| 3   | Itália        | 3   | 3 | 1 | 0 | 2 | 3  | 8  | −5 | Eliminada    |
| 4   | Argentina     | 1   | 3 | 0 | 1 | 2 | 2  | 5  | −3 | Eliminada    |

| 23 de julho    | Suécia                   | 2 – 1     | África do Sul | Wellington Regional Stadium, Wellington         |
| 17:00 (UTC+12) | Rolfö 65' · Ilestedt 90' | Relatório | Magaia 48'    | Público: 18 317 Árbitro: USA Ekaterina Koroleva |

| 24 de julho    | Itália      | 1 – 0     | Argentina | Eden Park, Auckland                         |
| 18:00 (UTC+12) | Girelli 87' | Relatório |           | Público: 30 889 Árbitro: HON Melissa Borjas |

| 28 de julho    | Argentina             | 2 – 2     | África do Sul               | Forsyth Barr Stadium, Dunedin                   |
| 12:00 (UTC+12) | Braun 74' · Núñez 79' | Relatório | Motlhalo 30' · Kgatlana 66' | Público: 8 834 Árbitro: NZL Anna-Marie Keighley |

| 29 de julho    | Suécia                                                               | 5 – 0     | Itália | Wellington Regional Stadium, Wellington    |
| 19:30 (UTC+12) | Ilestedt 39', 50' · Rolfö 44' · Blackstenius 45+1' · Blomqvist 90+5' | Relatório |        | Público: 29 143 Árbitro: WAL Cheryl Foster |

| 2 de agosto    | Argentina | 0 – 2     | Suécia                               | Waikato Stadium, Hamilton                      |
| 19:00 (UTC+12) |           | Relatório | Blomqvist 66' · Rubensson 90' (pen.) | Público: 17 907 Árbitro: RWA Salima Mukansanga |

| 2 de agosto    | África do Sul                                 | 3 – 2     | Itália                 | Wellington Regional Stadium, Wellington     |
| 19:00 (UTC+12) | Orsi 32' (g.c.) · Magaia 67' · Kgatlana 90+2' | Relatório | Caruso 11' (pen.), 74' | Público: 14 967 Árbitro: CHI María Carvajal |

### Grupo H
| Pos | Equipe        | Pts | J | V | E | D | GP | GC | SG | Classificado |
| --- | ------------- | --- | - | - | - | - | -- | -- | -- | ------------ |
| 1   | Colômbia      | 6   | 3 | 2 | 0 | 1 | 4  | 2  | +2 | Fase final   |
| 2   | Marrocos      | 6   | 3 | 2 | 0 | 1 | 2  | 6  | −4 | Fase final   |
| 3   | Alemanha      | 4   | 3 | 1 | 1 | 1 | 8  | 3  | +5 | Eliminada    |
| 4   | Coreia do Sul | 1   | 3 | 0 | 1 | 2 | 1  | 4  | −3 | Eliminada    |

| 24 de julho    | Alemanha                                                                              | 6 – 0     | Marrocos | Melbourne Rectangular Stadium, Melbourne |
| 18:30 (UTC+10) | Popp 11', 39' · Bühl 46' · Aït El Haj 54' (g.c.) · Redouani 79' (g.c.) · Schüller 90' | Relatório |          | Público: 27 256 Árbitro: USA Tori Penso  |

| 25 de julho    | Colômbia                      | 2 – 0     | Coreia do Sul | Sydney Football Stadium, Sydney            |
| 12:00 (UTC+10) | Usme 30' (pen.) · Caicedo 39' | Relatório |               | Público: 24 323 Árbitro: ENG Rebecca Welch |

| 30 de julho    | Coreia do Sul | 0 – 1     | Marrocos  | Estádio Hindmarsh, Adelaide              |
| 14:00 (UTC+10) |               | Relatório | Jraïdi 6' | Público: 12 886 Árbitro: BRA Edina Alves |

| 30 de julho    | Alemanha        | 1 – 2     | Colômbia                    | Sydney Football Stadium, Sydney             |
| 19:30 (UTC+10) | Popp 89' (pen.) | Relatório | Caicedo 52' · Vanegas 90+7' | Público: 40 499 Árbitro: HON Melissa Borjas |

| 3 de agosto    | Coreia do Sul  | 1 – 1     | Alemanha | Lang Park, Brisbane                              |
| 20:00 (UTC+10) | Cho So-hyun 6' | Relatório | Popp 42' | Público: 38 945 Árbitro: NZL Anna-Marie Keighley |

| 3 de agosto   | Marrocos      | 1 – 0     | Colômbia | Perth Rectangular Stadium, Perth                        |
| 18:00 (UTC+8) | Lahmari 45+4' | Relatório |          | Público: 17 342 Árbitro: ITA Maria Sole Ferrieri Caputi |

## Fase final

### Chaveamento
|  | Oitavas de final          | Oitavas de final           |                            |       | Quartas de final | Quartas de final |  |  | Semifinais | Semifinais |  |  | Final | Final |
|  |                           |                            |                            |       |                  |                  |  |  |            |            |  |  |       |       |
|  | 5 de agosto – Auckland    |                            |                            |       |                  |                  |  |  |            |            |  |  |       |       |
|  |                           |                            |                            |       |                  |                  |  |  |            |            |  |  |       |       |
|  | Suíça                     | 1                          |                            |       |                  |                  |  |  |            |            |  |  |       |       |
|  | Suíça                     | 1                          | 11 de agosto – Wellington  |       |                  |                  |  |  |            |            |  |  |       |       |
|  | Espanha                   | 5                          |                            |       |                  |                  |  |  |            |            |  |  |       |       |
|  | Espanha                   | 5                          | Espanha (pro)              | 2     |                  |                  |  |  |            |            |  |  |       |       |
|  | 6 de agosto – Sydney (FS) |                            | Espanha (pro)              | 2     |                  |                  |  |  |            |            |  |  |       |       |
|  |                           | Países Baixos              | 1                          |       |                  |                  |  |  |            |            |  |  |       |       |
|  | Países Baixos             | Países Baixos              | 1                          | 2     |                  |                  |  |  |            |            |  |  |       |       |
|  | Países Baixos             |                            | 15 de agosto – Auckland    | 2     |                  |                  |  |  |            |            |  |  |       |       |
|  | África do Sul             | 0                          |                            |       |                  |                  |  |  |            |            |  |  |       |       |
|  | África do Sul             | 0                          | Espanha                    | 2     |                  |                  |  |  |            |            |  |  |       |       |
|  | 5 de agosto – Wellington  |                            | Espanha                    | 2     |                  |                  |  |  |            |            |  |  |       |       |
|  |                           | Suécia                     | 1                          |       |                  |                  |  |  |            |            |  |  |       |       |
|  | Japão                     | Suécia                     | 1                          | 3     |                  |                  |  |  |            |            |  |  |       |       |
|  | Japão                     | 11 de agosto – Auckland    |                            | 3     |                  |                  |  |  |            |            |  |  |       |       |
|  | Noruega                   | 1                          |                            |       |                  |                  |  |  |            |            |  |  |       |       |
|  | Noruega                   | 1                          | Japão                      | 1     |                  |                  |  |  |            |            |  |  |       |       |
|  | 6 de agosto – Melbourne   |                            | Japão                      | 1     |                  |                  |  |  |            |            |  |  |       |       |
|  |                           | Suécia                     | 2                          |       |                  |                  |  |  |            |            |  |  |       |       |
|  | Suécia (pen)              | Suécia                     | 2                          | 0 (5) |                  |                  |  |  |            |            |  |  |       |       |
|  | Suécia (pen)              |                            | 20 de agosto – Sydney (SA) | 0 (5) |                  |                  |  |  |            |            |  |  |       |       |
|  | Estados Unidos            | 0 (4)                      |                            |       |                  |                  |  |  |            |            |  |  |       |       |
|  | Estados Unidos            | 0 (4)                      | Espanha                    | 1     |                  |                  |  |  |            |            |  |  |       |       |
|  | 7 de agosto – Sydney (SA) |                            | Espanha                    | 1     |                  |                  |  |  |            |            |  |  |       |       |
|  |                           | Inglaterra                 | 0                          |       |                  |                  |  |  |            |            |  |  |       |       |
|  | Austrália                 | Inglaterra                 | 0                          | 2     |                  |                  |  |  |            |            |  |  |       |       |
|  | Austrália                 | 12 de agosto – Brisbane    |                            | 2     |                  |                  |  |  |            |            |  |  |       |       |
|  | Dinamarca                 | 0                          |                            |       |                  |                  |  |  |            |            |  |  |       |       |
|  | Dinamarca                 | 0                          | Austrália (pen)            | 0 (7) |                  |                  |  |  |            |            |  |  |       |       |
|  | 8 de agosto – Adelaide    |                            | Austrália (pen)            | 0 (7) |                  |                  |  |  |            |            |  |  |       |       |
|  |                           | França                     | 0 (6)                      |       |                  |                  |  |  |            |            |  |  |       |       |
|  | França                    | França                     | 0 (6)                      | 4     |                  |                  |  |  |            |            |  |  |       |       |
|  | França                    |                            | 16 de agosto – Sydney (SA) | 4     |                  |                  |  |  |            |            |  |  |       |       |
|  | Marrocos                  | 0                          |                            |       |                  |                  |  |  |            |            |  |  |       |       |
|  | Marrocos                  | 0                          | Austrália                  | 1     |                  |                  |  |  |            |            |  |  |       |       |
|  | 7 de agosto – Brisbane    |                            | Austrália                  | 1     |                  |                  |  |  |            |            |  |  |       |       |
|  |                           | Inglaterra                 | 3                          |       |                  |                  |  |  |            |            |  |  |       |       |
|  | Inglaterra (pen)          | Inglaterra                 | 3                          | 0 (4) |                  |                  |  |  |            |            |  |  |       |       |
|  | Inglaterra (pen)          | 12 de agosto – Sydney (SA) |                            | 0 (4) |                  |                  |  |  |            |            |  |  |       |       |
|  | Nigéria                   | 0 (2)                      |                            |       |                  |                  |  |  |            |            |  |  |       |       |
|  | Nigéria                   | 0 (2)                      | Inglaterra                 | 2     |                  |                  |  |  |            |            |  |  |       |       |
|  | 8 de agosto – Melbourne   |                            | Inglaterra                 | 2     |                  |                  |  |  |            |            |  |  |       |       |
|  |                           | Colômbia                   | 1                          |       |                  |                  |  |  |            |            |  |  |       |       |
|  | Colômbia                  | Colômbia                   | 1                          | 1     |                  |                  |  |  |            |            |  |  |       |       |
|  | Colômbia                  |                            |                            | 1     |                  |                  |  |  |            |            |  |  |       |       |
|  | Jamaica                   | 0                          |                            |       |                  |                  |  |  |            |            |  |  |       |       |
|  | Jamaica                   | 0                          |                            |       |                  |                  |  |  |            |            |  |  |       |       |

### Oitavas de final
| 5 de agosto    | Suíça             | 1 – 5     | Espanha                                                  | Eden Park, Auckland                        |
| 17:00 (UTC+12) | Codina 11' (g.c.) | Relatório | Bonmatí 5', 36' · Redondo 17' · Codina 45' · Hermoso 70' | Público: 43 217 Árbitro: WAL Cheryl Foster |

| 5 de agosto    | Japão                                         | 3 – 1     | Noruega    | Wellington Regional Stadium, Wellington  |
| 20:00 (UTC+12) | Engen 15' (g.c.) · Shimizu 50' · Miyazawa 81' | Relatório | Reiten 20' | Público: 33 042 Árbitro: BRA Edina Alves |

| 6 de agosto    | Países Baixos              | 2 – 0     | África do Sul | Sydney Football Stadium, Sydney                |
| 12:00 (UTC+10) | Roord 9' · Beerensteyn 68' | Relatório |               | Público: 40 233 Árbitro: JPN Yoshimi Yamashita |

| 6 de agosto    | Suécia | 0 – 0 (pro) | Estados Unidos | Melbourne Rectangular Stadium, Melbourne        |
| 19:00 (UTC+10) |        | Relatório   |                | Público: 27 706 Árbitro: FRA Stéphanie Frappart |

|                                                          |       | Penalidades                                      |  |
| Rolfö Rubensson Björn Blomqvist Bennison Eriksson Hurtig | 5 – 4 | Sullivan Horan Mewis Rapinoe Smith Naeher O'Hara |  |

| 7 de agosto    | Inglaterra | 0 – 0 (pro) | Nigéria | Lang Park, Brisbane                         |
| 17:30 (UTC+10) |            | Relatório   |         | Público: 49 461 Árbitro: HON Melissa Borjas |

|                                      |       | Penalidades                       |  |
| Stanway England Daly Greenwood Kelly | 4 – 2 | Oparanozie Alozie Ajibade Ucheibe |  |

| 7 de agosto    | Austrália            | 2 – 0     | Dinamarca | Stadium Australia, Sydney                  |
| 20:30 (UTC+10) | Foord 29' · Raso 70' | Relatório |           | Público: 75 784 Árbitro: ENG Rebecca Welch |

| 8 de agosto    | Colômbia | 1 – 0     | Jamaica | Melbourne Rectangular Stadium, Melbourne   |
| 18:00 (UTC+10) | Usme 51' | Relatório |         | Público: 27 706 Árbitro: AUS Kate Jacewicz |

| 8 de agosto      | França                                    | 4 – 0     | Marrocos | Hindmarsh Stadium, Adelaide             |
| 20:30 (UTC+9:30) | Diani 15' · Dali 20' · Le Sommer 23', 70' | Relatório |          | Público: 13 557 Árbitro: USA Tori Penso |

### Quartas de final
| 11 de agosto   | Espanha                               | 2 – 1 (pro) | Países Baixos       | Wellington Regional Stadium, Wellington         |
| 13:00 (UTC+12) | Caldentey 81' (pen) · Paralluelo 111' | Relatório   | Van der Gragt 90+1' | Público: 32 021 Árbitro: FRA Stéphanie Frappart |

| 11 de agosto   | Japão       | 1 – 2     | Suécia                             | Eden Park, Auckland                         |
| 19:30 (UTC+12) | Hayashi 87' | Relatório | Ilestedt 32' · Angeldahl 51' (pen) | Público: 43 217 Árbitro: SUI Esther Staubli |

| 12 de agosto   | Austrália | 0 – 0 (pro) | França | Lang Park, Brisbane                         |
| 17:00 (UTC+10) |           | Relatório   |        | Público: 49 461 Árbitro: CHI María Carvajal |

|                                                                  |       | Penalidades                                                              |  |
| Foord Catley Kerr Fowler Arnold Gorry Yallop Carpenter Hunt Vine | 7 – 6 | Bacha Diani Renard Le Sommer Périsset Geyoro Karchaoui Lakrar Dali Bècho |  |

| 12 de agosto   | Inglaterra             | 2 – 1     | Colômbia   | Stadium Australia, Sydney                       |
| 20:30 (UTC+10) | Hemp 45+7' · Russo 63' | Relatório | Santos 44' | Público: 75 784 Árbitro: USA Ekaterina Koroleva |

### Semifinal
| 15 de agosto   | Espanha                      | 2 – 1     | Suécia        | Eden Park, Auckland                      |
| 20:00 (UTC+12) | Paralluelo 81' · Carmona 89' | Relatório | Blomqvist 88' | Público: 43 217 Árbitro: BRA Edina Alves |

| 16 de agosto   | Austrália | 1 – 3     | Inglaterra                       | Stadium Australia, Sydney               |
| 20:00 (UTC+10) | Kerr 63'  | Relatório | Toone 36' · Hemp 71' · Russo 86' | Público: 75 784 Árbitro: USA Tori Penso |

### Disputa pelo terceiro lugar
| 19 de agosto   | Suécia                         | 2 – 0     | Austrália | Lang Park, Brisbane                        |
| 18:00 (UTC+10) | Rolfö 30' (pen.) · Asllani 62' | Relatório |           | Público: 49 461 Árbitro: WAL Cheryl Foster |

### Final
| 20 de agosto   | Espanha     | 1 – 0     | Inglaterra | Stadium Australia, Sydney               |
| 20:00 (UTC+10) | Carmona 29' | Relatório |            | Público: 75 784 Árbitro: USA Tori Penso |

## Premiações
| Copa do Mundo de Futebol Feminino de 2023 |
| Espanha                                   |
| ----------------------------------------- |
| Espanha Campeã (1.º título)               |

### Individuais
Os seguintes prêmios individuais foram atribuídos após a conclusão do torneio:
| Prêmio FIFA Chuteira de Ouro (artilheira):  | Prêmio FIFA Chuteira de Prata (vice-artilheira):     | Prêmio FIFA Chuteira de Bronze (terceira artilheira): |
| ------------------------------------------- | ---------------------------------------------------- | ----------------------------------------------------- |
| Hinata Miyazawa                             | Kadidiatou Diani                                     | Alexandra Popp                                        |
| Prêmio FIFA Bola de Ouro (melhor jogadora): | Prêmio FIFA Bola de Prata (segunda melhor jogadora): | Prêmio FIFA Bola de Bronze (terceira melhor jogadoa): |
| Aitana Bonmatí                              | Jenni Hermoso                                        | Amanda Ilestedt                                       |
| Prêmio FIFA Luva de Ouro (melhor goleira):  | Troféu FIFA Fair Play (time menos faltoso):          | Prêmio FIFA Melhor Jogadora Jovem:                    |
| Mary Earps                                  | Japão                                                | Salma Paralluelo                                      |

## Estatísticas

### Artilharia
5 gols (1)
- JPN Hinata Miyazawa

4 gols (4)
- FRA Kadidiatou Diani
- GER Alexandra Popp
- NED Jill Roord
- SWE Amanda Ilestedt

3 gols (12)
- AUS Hayley Haso
- BRA Ary Borges
- ENG Alessia Russo
- ENG Lauren Hemp
- ENG Lauren James
- ESP Aitana Bonmatí
- ESP Alba Redondo
- ESP Jennifer Hermoso
- FRA Eugénie Le Sommer
- NOR Sophie Román Haug
- SWE Fridolina Rolfö
- SWE Rebecka Blomqvist

2 gols (16)
- AUS Steph Catley
- CHN Wang Shuang
- COL Catalina Usme
- COL Linda Caicedo
- ESP Olga Carmona
- ESP Salma Paralluelo
- ITA Arianna Caruso
- JPN Mina Tanaka
- JPN Riko Ueki
- NED Esmee Brugts
- NED Stefanie van der Gragt
- NOR Guro Reiten
- RSA Hildah Magaia
- RSA Thembi Kgatlana
- USA Lindsey Horan
- USA Sophia Smith

1 gols (67)
- ARG Romina Núñez
- ARG Sophia Braun
- AUS Alanna Kennedy
- AUS Caitlin Foord
- AUS Emily van Egmond
- AUS Mary Fowler
- AUS Sam Kerr
- BRA Bia Zaneratto
- BRA Debinha
- CAN Adriana Leon
- COL Leicy Santos
- COL Manuela Vanegas
- CRC Melissa Herrera
- DEN Amalie Vangsgaard
- DEN Pernille Harder
- DEN Sanne Troelsgaard Nielsen
- ENG Chloe Kelly
- ENG Ella Toone
- ENG Georgia Stanway
- ENG Rachel Daly
- ESP Esther González
- ESP Laia Codina
- ESP Mariona Caldentey
- ESP Teresa Abelleira
- FRA Kenza Dali
- FRA Léa Le Garrec
- FRA Maëlle Lakrar
- FRA Vicki Bècho
- FRA Wendie Renard
- GER Klara Bühl
- GER Lea Schüller
- IRL Katie McCabe
- ITA Cristiana Girelli
- JAM Allyson Swaby
- JPN Aoba Fujino
- JPN Hikaru Naomoto
- JPN Honoka Hayashi
- JPN Jun Endō
- JPN Risa Shimizu
- KOR Cho So-hyun
- MAR Anissa Lahmari
- MAR Ibtissam Jraïdi
- NED Daniëlle van de Donk
- NED Katja Snoeijs
- NED Lieke Martens
- NED Lineth Beerensteyn
- NGA Asisat Oshoala
- NGA Graham Oshoala
- NGA Uchenna Kanu
- NOR Osinachi Hamsen
- NZL Hannah Wilkinson
- PAN Lineth Cedeño
- PAN Marta Cox
- PAN Yomira Pinzón
- PHI Sarina Bolden
- POR Francisca Nazareth
- POR Telma Encarnação
- RSA Linda Motlhalo
- SWE Elin Rubensson
- SWE Filippa Angeldahl
- SWE Kosovare Asllani
- SWE Stina Blackstenius
- SUI Ramona Bachmann
- SUI Seraina Piubel
- ZAM Barbra Banda
- ZAM Lushomo Mweemba
- ZAM Racheal Kundananji

Gols contra (8)
- CRC Valeria del Campo (para a Espanha)
- ESP Laia Codina (para a Suíça)
- IRL Megan Connolly (para o Canadá)
- ITA Benedetta Orsi (para a África do Sul)
- MAR Hanane Aït El Haj (para a Alemanha)
- MAR Zineb Redouani (para a Alemanha)
- NOR Ingrid Syrstad Engen (para o Japão)
- PHI Alicia Barker (para a Noruega)

### Classificação final
A classificação final é determinada através da fase em que a seleção alcançou e a sua pontuação, levando em conta os critérios de desempate.
| Pos.                            | Seleção        | Gr | Pts | J | V | E | D | GP | GC | SG  |
| ------------------------------- | -------------- | -- | --- | - | - | - | - | -- | -- | --- |
| Final                           |                |    |     |   |   |   |   |    |    |     |
| 1                               | Espanha        | C  | 18  | 7 | 6 | 0 | 1 | 18 | 7  | +11 |
| 2                               | Inglaterra     | D  | 16  | 7 | 5 | 1 | 1 | 13 | 4  | +9  |
| Decisão do 3º e 4º lugares      |                |    |     |   |   |   |   |    |    |     |
| 3                               | Suécia         | G  | 16  | 7 | 5 | 1 | 1 | 14 | 3  | +11 |
| 4                               | Austrália      | B  | 10  | 7 | 3 | 1 | 3 | 10 | 8  | +2  |
| Eliminadas nas quartas de final |                |    |     |   |   |   |   |    |    |     |
| 5                               | Japão          | C  | 12  | 5 | 4 | 0 | 1 | 15 | 3  | +12 |
| 6                               | França         | F  | 11  | 5 | 3 | 2 | 0 | 12 | 4  | +8  |
| 7                               | Países Baixos  | E  | 10  | 5 | 3 | 1 | 1 | 12 | 3  | +9  |
| 8                               | Colômbia       | H  | 9   | 5 | 3 | 0 | 2 | 6  | 4  | +2  |
| Eliminadas nas oitavas de final |                |    |     |   |   |   |   |    |    |     |
| 9                               | Dinamarca      | D  | 6   | 4 | 2 | 0 | 2 | 3  | 3  | 0   |
| 10                              | Marrocos       | H  | 6   | 4 | 2 | 0 | 2 | 2  | 10 | −8  |
| 11                              | Estados Unidos | E  | 6   | 4 | 1 | 3 | 0 | 4  | 1  | +3  |
| 12                              | Nigéria        | B  | 6   | 4 | 1 | 3 | 0 | 3  | 2  | +1  |
| 13                              | Jamaica        | F  | 5   | 4 | 1 | 2 | 1 | 1  | 1  | 0   |
| 14                              | Suíça          | A  | 5   | 4 | 1 | 2 | 1 | 3  | 5  | +2  |
| 15                              | Noruega        | A  | 4   | 4 | 1 | 1 | 2 | 7  | 4  | +3  |
| 16                              | África do Sul  | G  | 4   | 4 | 1 | 1 | 2 | 6  | 8  | −2  |
| Eliminadas na fase de grupos    |                |    |     |   |   |   |   |    |    |     |
| 17                              | Alemanha       | H  | 4   | 3 | 1 | 1 | 1 | 8  | 3  | +5  |
| 18                              | Brasil         | F  | 4   | 3 | 1 | 1 | 1 | 5  | 2  | +3  |
| 19                              | Portugal       | E  | 4   | 3 | 1 | 1 | 1 | 2  | 1  | +1  |
| 20                              | Nova Zelândia  | A  | 4   | 3 | 1 | 1 | 1 | 1  | 1  | 0   |
| 21                              | Canadá         | B  | 4   | 3 | 1 | 1 | 1 | 2  | 5  | –3  |
| 22                              | Itália         | G  | 3   | 3 | 1 | 0 | 2 | 3  | 8  | −5  |
| 23                              | China          | D  | 3   | 3 | 1 | 0 | 2 | 2  | 7  | −5  |
| 24                              | Filipinas      | A  | 3   | 3 | 1 | 0 | 2 | 1  | 8  | −7  |
| 25                              | Zâmbia         | C  | 3   | 3 | 1 | 0 | 2 | 3  | 11 | −8  |
| 26                              | Irlanda        | B  | 1   | 3 | 0 | 1 | 2 | 1  | 3  | −2  |
| 27                              | Argentina      | G  | 1   | 3 | 0 | 1 | 2 | 2  | 5  | −3  |
| 28                              | Coreia do Sul  | H  | 1   | 3 | 0 | 1 | 2 | 1  | 4  | −3  |
| 29                              | Haiti          | C  | 0   | 3 | 0 | 0 | 3 | 0  | 4  | −4  |
| 30                              | Costa Rica     | D  | 0   | 3 | 0 | 0 | 3 | 1  | 8  | −7  |
| 31                              | Panamá         | F  | 0   | 3 | 0 | 0 | 3 | 3  | 11 | −8  |
| 32                              | Vietnã         | E  | 0   | 3 | 0 | 0 | 3 | 0  | 12 | −12 |

## Sumário

### Eliminações precoces de seleções tradicionais

#### Alemanha
A seleção alemã esteve no Grupo H da competição, junto com Colômbia, Coreia do Sul e Marrocos e era apontada como uma das favoritas do torneio por conta dos seus resultados históricos a nível internacional: bicampeãs mundiais em 2003 e 2007 e campeãs olímpicas em 2016. O time germânico estreou com goleada contra a seleção marroquina, num placar de 6–0, com dois gols contra, sendo um marcado por Hanane Aït El Haj aos 54 minutos do segundo tempo e outro por Zineb Redouani aos 79 minutos. Em seu segundo jogo, a equipe europeia iniciou em desvantagem com um gol marcado pela Colômbia. Coube a Linda Caicedo abrir o placar da partida aos 52 minutos do segundo tempo. A equipe até conseguiu um empate através de um gol de pênalti marcado por Alexandra Popp aos 89 minutos. Porém, a equipe colombiana acabou virando o jogo com o gol de Manuela Vanegas nos acréscimos, fazendo com que a Alemanha foose derrotada por 1–2.
Com a vitória do Marrocos contra a Coreia do Sul, a Alemanha teria que vencer ou empatar a partida contra a seleção asiática, já que por conta do saldo de gols, a equipe segurava a vice-liderança e abria uma vantagem de um ponto contra o time africano. O empate, porém, não era garantia, já que com uma possível vitória do Marrocos, a equipe europeia seria eliminada. O time até conseguiu o empate em 1–1, com o gol marcado por Popp aos 42 minutos do segundo tempo, tirando a vantagem sul-coreana com o gol de Cho So-hyun aos 4 minutos do primeiro tempo. No entanto, o Marrocos acabou vencendo o jogo contra a Colômbia e com isso, a Alemanha pela primeira vez desde a sua estreia na primeira edição da Copa do Mundo, em 1991 (em 1999 não se classificou), ficou de fora da fase final. Por coincidência, a equipe masculina também não avançou para a fase final desde o título da Copa do Mundo em 2014 e, além disso, também teve a Coreia do Sul como o seu principal algoz em 2018.[carece de fontes?]

#### Brasil
Antes mesmo do início da competição, a convocação das jogadoras chegou a virar alvo de críticas, principalmente pela exclusão da atacante Cristiane e as controversas convocações da goleira Bárbara e da zagueira Mônica, a quais foram apontadas pelo baixo nível técnico em suas partidas durante torneios nacionais.
A equipe brasileira estreou com goleada no grupo F contra o Panamá, tendo inclusive Ary Borges marcando um hat-trick, fechando com um 4–0. No jogo seguinte, a seleção foi derrotada pela França, com um gol de Eugénie Le Sommer aos 17 minutos do primeiro tempo. Aos 58 minutos do segundo tempo, Debinha empatou a partida, mas aos 83 minutos, Wendie Renard fez o segundo gol francês, definindo o placar em 2–1, o mesmo das oitavas de final de 2019. A perda desse jogo trouxe um peso duplo ao Brasil: o primeiro foi a ampliação do "tabu" brasileiro contra a França, o qual não conquistou nenhuma vitória contra as europeias na história. Já o segundo foi a vitória da Jamaica contra o Panamá por 1–0, tirando o Brasil da zona de classificação.
Para avançar à próxima fase, o Brasil precisaria vencer o jogo contra as jamaicanas na última rodada, o que não aconteceu após empate em 0–0, antecipando a eliminação da seleção brasileira. Vice-campeã mundial em 2007 e duas vezes medalhista de prata em Jogos Olímpicos (2004 e 2008), foi a pior campanha brasileira em Copas do Mundos desde 1995. A despedida precoce gerou críticas contra a técnica Pia Sundhage pela falta de esquema tático e escalação de jogadoras com desempenho duvidoso, além de erros considerados "absurdos".

#### Canadá
Então campeã olímpica, a seleção do Canadá obteve um desempenho razoável com uma vitória, um empate e uma derrota no Grupo B, junto com a anfitriã Austrália, Irlanda e Nigéria. Iniciou a campanha com um empate sem gols contra as nigerianas, mas na rodada seguinte venceu a Irlanda, mesmo com as europeias abrindo o placar com um gol olímpico de Katie McCabe aos 4 minutos do primeiro tempo. O primeiro gol canadense no mundial acabou sendo contra, durante os acréscimos do primeiro tempo com Megan Connolly, mas Adriana Leon acabou fazendo o segundo gol e o único de uma futebolista canadense, aos 53 minutos do segundo tempo, fechando a partida com o 2–1. O Canadá precisaria de mais uma vitória para avançar a fase final, mas foram superadas pelas donas da casa por 0–3, sendo eliminadas na fase de grupos pela primeira vez desde 2011.

#### China
Vice-campeã mundial em 1999, a equipe chinesa acumulou duas derrotas e uma única vitória no Grupo D. Em sua estreia, foi derrotada pela Dinamarca com gol de Amalie Vangsgaard aos 90 minutos. Sua única vitória foi contra o Haiti, quando Wang Shuang marcou o único gol da partida aos 74 minutos em uma cobrança de pênalti. No jogo contra a Inglaterra, a China acabou sofrendo uma de suas maiores goleadas em Copas do Mundos ao levar seis gols do time inglês e marcar apenas um, novamente através de Wang Shuang. As chinesas finalizaram com a sua pior campanha em mundiais desde 2011, quando também não avançou para a fase final.

#### Estados Unidos
Apontada como uma das favoritas por já ter conquistado quatro títulos de Copa do Mundo (1991, 1999, 2015 e 2019), a equipe estadunidense esteve no grupo E, junto com os Países Baixos e as seleções estreantes de Portugal e Vietnã. Na estreia contra a equipe vietnamita, estrearam goleando as adversárias, através de dois gols de Sophia Smith e um gol de Lindsey Horan, terminando o placar em 3–0. No segundo jogo contra os Países Baixos, o time acabou tendo uma performance razoável, com várias chances de gol desperdiçadas. O placar foi aberto por Jill Roord aos 17 minutos do primeiro tempo. Coube a Horan marcar o gol do empate aos 62 minutos do segundo tempo, fazendo com que os Estados Unidos caíssem para o segundo lugar na tabela de classificação. A equipe corria um risco de ficar de fora da fase final com uma vitória de Portugal por dois gols de diferença na última rodada, mas a equipe norte-americana conseguiu segurar um empate em 0–0, garantindo a classificação.
Nas oitavas de final, as americanas enfrentaram a Suécia em um jogo que terminou sem gols no tempo normal e na prorrogação. Na disputa por pênaltis, até conseguiram abrir uma vantagem de 3–2 após o erro de Nathalie Björn, no entanto, Smith e Megan Rapinoe acabaram perdendo suas cobranças. Hanna Bennison fez o terceiro gol para as suecas, empatando a disputa. Após o erro de Kelley O'Hara, a atacante Lina Hurtig fez o quinto gol para a Suécia, que selaria a eliminação dos Estados Unidos após a confirmação do árbitro assistente de vídeo, virando a definição nas penalidades em 5–4. A saída precoce dos Estados Unidos logo na primeira fase eliminatória foi um fato inédito, já que desde a primeira edição, a equipe nunca ficou de fora dos três primeiros lugares, totalizando um vice-campeonato (2003) e três terceiros lugares (1995, 2007 e 2011) nos anos em que não obteve o título mundial. Essa foi também a segunda derrota para a Suécia nos pênaltis e a terceira na história. Nos Jogos Olímpicos de 2016, pelas quartas de final, a classificação sueca também foi decidida nos pênaltis, e em 2020 na fase de grupos, a equipe europeia venceu por 3–0.

### Seleções estreantes na fase final

#### África do Sul
Em sua segunda participação em Copas do Mundo, a África do Sul conseguiu o inédito acesso às oitavas de final, ao finalizar na segunda posição do grupo G. A estreia foi com derrota para a Suécia por 1–2, com o único gol marcado por Hildah Magaia aos 48 minutos do segundo tempo, com as suecas virando o placar aos 65 minutos do segundo tempo com Fridolina Rolfö e com Amanda Ilestedt aos 90 minutos. Na partida contra a Argentina, o time africano abriu o placar com Linda Motlhalo aos 30 minutos do primeiro tempo. O segundo gol foi marcado por Thembi Kgatlana aos 66 minutos do segundo tempo. Apesar do domínio do placar, aos 74 minutos do segundo tempo, Sophia Braun fez o primeiro gol argentino, seguido de Romina Nuñez aos 79 minutos, determinando a igualdade em 2–2. Contra a Itália, Arianna Caruso fez o primeiro gol do time europeu aos 11 minutos do primeiro tempo através de um pênalti. Benedetta Orsi acabou abrindo o placar para as sul-africanas com um gol contra aos 32 minutos. No segundo tempo, Magaia fez o segundo gol para a África do Sul aos 67 minutos do segundo tempo, enquanto que Caruso empatou a partida para a Itália aos 74 minutos. Já nos acréscimos, Kgatlana fez o gol que garantiu o inédito acesso da África do Sul às oitavas, sendo o primeiro triunfo da equipe em um torneio internacional.

#### Jamaica
Em sua segunda participação na Copa do Mundo, a equipe caribenha fez uma campanha sem derrotas no grupo F. As jamaicanas conseguiram dominar o jogo contra a França, fazendo a partida terminar em empate por 0–0. No jogo contra o Panamá, marcou seu único gol com Allyson Swaby aos 56 minutos do segundo tempo, colocando a equipe na vice-liderança para a rodada final. Na partida contra o Brasil, a equipe novamente arrancou um empate sem gols, eliminando o tradicional time brasileiro e se classificando de forma inédita para a fase final.

#### Marrocos
A equipe feminina do Marrocos fazia a sua estreia em Copas do Mundos e a estreia no Grupo H não foi promissora após ser goleada pela Alemanha por 0–6, com direitos a dois gols contra marcados em favor das europeias. A equipe se recuperou em seu segundo jogo ao vencer a Coreia do Sul pela contagem mínima, com o gol marcado por Ibtissam Jraïdi aos 6 minutos do primeiro tempo. Com esse triunfo, o Marrocos precisaria vencer a Colômbia e torcer por no máximo um empate da Alemanha contra a Coreia do Sul na última rodada. O objetivo inicial acabou sendo atingido com um gol de Anissa Lahmari nos 5 minutos de acréscimo do primeiro tempo. Como a Alemanha empatou sua partida contra as sul-coreanas, a equipe marroquina acabou avançando para a fase final como segunda colocada do grupo, repetindo o feito da seleção masculina no ano anterior. Com o avanço marroquino, pela primeira vez três equipes africanas disputavam a fase final de um campeonato internacional (África do Sul e Nigéria também avançaram). Ambas as seleções acabaram eliminadas pela França na fase final de seus respectivos mundiais.

## Publicidade

#### Logotipo
O logotipo oficial foi apresentado para o público em 28 de outubro de 2021. Denominada de "Beyond Greatness" (além da grandeza, em português), a logomarca oficial, segundo a entidade, inclui elementos culturais diversos e uma nova abordagem vibrante que "visa inspirar e unir pessoas ao redor do mundo". A identidade e o emblema da marca incorporam as vibrantes paisagens locais e as cores ricas dos dois anfitriões, construindo uma paleta baseada nas florestas tropicais, terra, montanhas, cidades e água dos dois países. Um motivo radial com 32 quadrados coloridos, celebrando a nova expansão para 32 nações participantes e um elemento comumente visto nas culturas indígenas da Austrália e Nova Zelândia.

#### Mascote
A mascote oficial foi apresentada no dia 19 de outubro de 2022 pelas redes sociais da FIFA. Denominada de Tazuni, é uma pinguim adolescente apaixonada por futebol. O nome é fruto da união das palavras "Mar da Tasmânia" (Tasman Sea, em inglês) e "unidade", que de acordo com a FIFA será um valor fundamental do evento.

#### Música oficial
Junto com o logotipo, foi lançada a música oficial do evento, denominada Unity, sendo composta pela DJ britânica Kelly Lee Owens.

#### Direitos de transmissão
Grande parte dos direitos de transmissão dos jogos foram vendidos junto às outras versões da Copa do Mundo FIFA, principalmente os mundiais de 2022 e 2026 em alguns países.
Diferentemente das edições anteriores, esta é a primeira Copa do Mundo Feminina a ser comercializada como um produto independente, em vez de ser embalada junto com a Copa do Mundo masculina. A FIFA pretende alcançar uma audiência global de 2 bilhões, ante 1,12 bilhão na edição anterior, na França. Em outubro de 2022, a FIFA rejeitou vários lances de várias emissoras públicas e privadas para lances significativamente abaixo do preço, instando as emissoras a pagar o que o futebol feminino merece. Romy Gai, diretor de negócios da FIFA, pediu às emissoras que aproveitassem a "oportunidade" oferecida pelo futebol feminino, dizendo ainda que essas ofertas não refletiam a popularidade do futebol feminino, observando os números recordes de audiência da Copa do Mundo Feminina de 2019. Gianni Infantino mais tarde expressou sua decepção durante uma reunião do Conselho da FIFA em relação às emissoras que oferecem "100 vezes menos" em comparação com o torneio masculino, alegando que o futebol feminino está crescendo exponencialmente com números de audiência semelhantes aos da Copa do Mundo e desejou que o mercado esteja disposto a considerar um valor mais adequado dos direitos de transmissão do torneio.
Em comparação a 2019, num balanço divulgado em maio, a FIFA vendeu os direitos de transmissão para 154 territórios, o que representou uma queda em relação á edição anterior, onde mais de 200 territórios transmitiram a Copa, contra 225 da edição masculina de 2022. Uma das razões seria que países como Alemanha, Itália, Inglaterra, França e Espanha não pretendiam pagar o valor exigido pela FIFA, correndo o risco de ficarem de fora das transmissões terrestres. Após várias rodadas de negociações, os acordos com os cinco países acabaram sendo acertados em 15 de junho, junto com a expansão do acordo Eurosport para a cobertura de eventos esportivos pela Europa. Nos Estados Unidos, a cobertura fica a cargo da Fox pela televisão e na Telemundo via rádio, como parte de um acordo firmado em 2015. Na América do Sul, a empresa Nem Ip Co. repassou os direitos para os nove países, com exceção do Brasil. Em Moçambique, o Grupo Record adquiriu os direitos de transmissão do torneio, realizando a cobertura através da TV Miramar, que já transmite a Copa do Mundo masculina desde 2010.
Após o acordo entre os cinco países europeus serem anunciados, apenas o Japão ainda não havia confirmado as transmissões da Copa, uma vez que os canais tradicionais como a NHK e a Fuji TV até o mês de junho não haviam dado a certeza de transmissão do evento. Um dos motivos alegados teria sido os altos custos da transmissão da Copa do Catar, além das exigências da FIFA pelas transmissões do evento com um "preço justo". Em 13 de julho de 2023, a emissora estatal NHK confirmou que vai transmitir a Copa, mas cobrindo apenas os jogos do Japão pela fase de grupos, podendo se estender para a fase eliminatória dependendo do desempenho da seleção.
No Brasil, os jogos foram vendidos ao Grupo Globo e a produtora LiveMode, parceira do streamer Casimiro. Ao todo, a Globo confirmou a transmissão de 34 jogos em todas as plataformas, cobrindo apenas sete na TV aberta, dando prioridade à seleção brasileira e as transmissões de um jogo por rodada no mata-mata, representando um aumento em relação a Copa de 2019, onde a TV Globo só transmitiu apenas os jogos do Brasil e a grande final. Pelo streaming, as coberturas ficaram à cargo do Globoplay e da CazéTV, com a última realizando a cobertura de todos os 64 jogos ao vivo, alterando o contrato que previa um jogo por rodada, o mesmo modelo da Copa masculina de 2022.
Lista de transmissoras
| País/Continente                                      | TV aberta                                  | TV por assinatura                          | Streaming                                  | Ref.          |
| ---------------------------------------------------- | ------------------------------------------ | ------------------------------------------ | ------------------------------------------ | ------------- |
| Mundo                                                | —                                          | —                                          | FIFA+                                      | [ 79 ]        |
| África do Sul                                        | —                                          | SuperSport                                 | —                                          | —             |
| Alemanha                                             | ARD e ZDF                                  | —                                          | —                                          | —             |
| América Latina (exceto Brasil, Argentina e Colômbia) | —                                          | Claro Sports                               | —                                          | —             |
| Argentina                                            | Televisión Pública                         | TyC Sports e DSports                       | —                                          | [ 80 ]        |
| Ásia Central                                         | Saran Media                                | Saran Media                                | Saran Media                                | —             |
| Austrália                                            | Seven Network                              | Optus Sport                                | Seven Plus                                 | [ 81 ]        |
| Brasil                                               | TV Globo                                   | SporTV                                     | Globoplay e CazéTV                         | [ 82 ] [ 83 ] |
| Caribe                                               | —                                          | SportsMax                                  | —                                          | —             |
| Canadá                                               | CTV                                        | TSN e RDS                                  | —                                          | [ 84 ]        |
| China                                                | CCTV                                       | —                                          | IQIYI                                      | [ 85 ]        |
| Colômbia                                             | Caracol Televisión e RCN                   | DSports                                    | Caracol Play                               | [ 80 ]        |
| Costa Rica                                           | Teletica e Repretel                        | —                                          | —                                          | —             |
| Dinamarca                                            | NENT, DR e TV 2                            | —                                          | —                                          | [ 86 ]        |
| Espanha e territórios                                | TVE                                        | —                                          | RTVE Play                                  | —             |
| Estados Unidos e territórios                         | Telemundo                                  | Fox Sports e Universo                      | Peacock                                    | [ 87 ]        |
| Europa                                               | União Europeia de Radiodifusão e Eurosport | União Europeia de Radiodifusão e Eurosport | União Europeia de Radiodifusão e Eurosport | —             |
| Finlândia                                            | Yle                                        | —                                          | —                                          | [ 88 ]        |
| Filipinas                                            | —                                          | TAP DMV                                    | —                                          | —             |
| França e territórios                                 | France TV e M6                             | —                                          | —                                          | —             |
| Irlanda                                              | RTÉ e TG4                                  | —                                          | —                                          | —             |
| Jamaica                                              | TVJ                                        | —                                          | —                                          | —             |
| Japão                                                | NHK                                        | —                                          | —                                          | —             |
| Marrocos e partes da África                          | —                                          | BelN Sports                                | —                                          | —             |
| Nigéria                                              | —                                          | SuperSport                                 | —                                          | —             |
| Nova Zelândia                                        | Prime                                      | Sky Sport                                  | —                                          | [ 89 ]        |
| Noruega                                              | NENT e NRK                                 | —                                          | —                                          | [ 86 ]        |
| Países Baixos                                        | NOS                                        | —                                          | —                                          | [ 90 ]        |
| Panamá                                               | RPC e TVN                                  | —                                          | —                                          | —             |
| Polónia                                              | NENT                                       | —                                          | —                                          | [ 90 ]        |
| Portugal                                             | RTP                                        | Sport TV                                   | RTP Play                                   | [ 91 ] [ 92 ] |
| Reino Unido                                          | BBC e ITV                                  | —                                          | —                                          | —             |
| Suécia                                               | NENT, SVT e TV4                            | —                                          | —                                          | [ 86 ]        |
| Suíça                                                | SRG SSR                                    | —                                          | —                                          | —             |
| Vietname                                             | VTV                                        | —                                          | —                                          | —             |
| Zâmbia                                               | ZNBC                                       | —                                          | —                                          | —             |

### Repercussão
Pela primeira vez, o Governo Federal do Brasil decidiu adotar o uso do ponto facultativo durante os jogos da seleção brasileira, algo que já ocorre desde então nos jogos do time masculino. A medida foi idealizada pela Ministra do Esporte, Ana Moser, sendo aprovada pelo Governo Federal, com portaria publicada pelo Ministério da Gestão e Inovação com regras nos estabelecimentos e serviços públicos. No entanto, as duas medidas não são consideradas feriados, uma vez que a liberação ocorre mediante negociações entre empregador e empregados e os servidores públicos podem se ausentar durante o horário das partidas e retornar até duas horas após o seu fim, com a compensação de horas não trabalhadas ocorrendo até o dia 29 de dezembro.
Nos países anfitriões, os jogos de estreia da Copa do Mundo bateram recordes de audiência. Na Nova Zelândia, a partida inaugural foi assistida por mais de 1 milhão de pessoas, com 39% dos televisores ligados no evento, sendo este o maior índice de um jogo de futebol no país em 20 anos entre homens e mulheres. Na Austrália, a transmissão da estreia das "Matildas", como são chamadas as jogadoras da seleção local, teve um pico de 2,29 milhões de pessoas, correspondendo a 46,2% da população. O segundo jogo contra a Nigéria obteve uma média de 899 mil telespectadores, se figurando na liderança. Nos estádios, as partidas também quebraram recordes históricos de público, batendo até as partidas de futebol masculino, com 42 137 pessoas no Eden Park e 75 784 no Stadium Australia. O jogo de classificação das "Matildas" para a fase final garantiu uma média de 4,71 milhões de telespectadores pela Austrália. Tal marca seria superada pelo inédito avanço da seleção australiana para as quartas de final com uma soma de 6,54 milhões de telespectadores na TV e no streaming, sendo considerado um recorde histórico para a cobertura esportiva local. O canal Seven registrou 3,18 milhões de telespectadores e 384 mil aparelhos conectados no Seven Plus, incluindo a audiência nacional de 3,56 milhões de pessoas. Tal recorde histórico seria superado nas quartas de final com 4,17 milhões de telespectadores, chegando ao pico máximo de 7,2 milhões de pessoas durante a disputa de pênaltis, vencidas pelas "Matildas", sendo o maior índice desde a final dos 400 metros feminino do atletismo nos Jogos Olímpicos de Verão de 2000, realizados em Sydney, e com vitória da local Cathy Freeman. Na semifinal, a partida das australianas alcançou um novo recorde de 7,13 milhões de espectadores, chegando ao pico máximo de 11,15 milhões, mais da metade da população de Sydney em números.
Nos Estados Unidos, a estreia da atual campeã contra o estreante Vietnã alcançou uma marca de 5,26 milhões de telespectadores, chegando ao pico de 6,55 milhões na cobertura realizada pela Fox, superando as partidas da Preakness Stakes e NBA-All Star Game, além das 500 Milhas de Indianápolis. Anterior ao jogo da seleção local, a partida entre Nigéria e Canadá garantiu uma média de 1,26 milhão de espectadores, um aumento de 6% em comparação à edição anterior de uma seleção de fora. Pela Telemundo, a partida foi assistida por 1 milhão de espectadores, sendo a partida da fase de grupos mais assistida em um canal latino-americano, perdendo apenas para as finais de 2019 e 2015, vencidas pelos Estados Unidos. Já o segundo jogo contra os Países Baixos alcançou o pico máximo de 6,43 milhões de espectadores pelas mídias da Fox.
No Brasil, a partida entre Nigéria e Canadá aumentou em 400% na média de audiência do SporTV em comparação com as quatro últimas semanas pela faixa das 23h30, com 930 mil pessoas sintonizadas no canal esportivo e 72% dos televisores ligados no canal. Pela CazéTV, a partida obteve uma média de 149 mil pessoas e/ou aparelhos conectados no jogo, simbolizando uma das maiores audiências do futebol feminino registradas em um streaming brasileiro. O recorde foi superado durante o jogo entre Brasil e Panamá, quando a plataforma registrou 795 mil pessoas e/ou aparelhos conectados durante o primeiro tempo e 1 milhão durante o segundo tempo, batendo o recorde mundial que pertencia até então a uma transmissão da Liga dos Campeões da Europa na temporada 2019–20. O recorde já havia sido quebrado durante o jogo entre Estados Unidos e Vietnã com 251 mil pessoas e/ou aparelhos. Na TV Globo, a estreia do Brasil garantiu 14 pontos de média, pico de 16 e share de 46,3% na Região Metropolitana de São Paulo e 20 pontos de média e pico de 22 na Região Metropolitana do Rio de Janeiro, representando um aumento de 80% em coberturas ao vivo, além de dobrar os índices matinais em São Paulo. Pelo Painel Nacional Televisivo (PNT), o índice foi de 16 pontos, maior média desde as transmissões dos Jogos Olímpicos de Verão de 2008. No SporTV, o jogo de estreia da seleção brasileira garantiu um crescimento de 1100% nos índices da emissora, alcançando 1,5 milhão de pessoas ligadas no canal esportivo. Ao todo, a estreia foi assistida por 26 milhões de pessoas.
Já a partida da seleção brasileira contra a França voltou a bater recordes de audiência no Brasil, mesmo indo ao ar nas primeiras horas do dia em um sábado. Na TV Globo, o jogo registrou 15 pontos e pico de 17 em São Paulo, sendo esse o maior índice desde a transmissão da final do torneio de futebol masculino nos Jogos Olímpicos de Verão de 2020 em agosto de 2021. No Rio de Janeiro, a média foi de 18 pontos e pico de 22 e pelo Painel Nacional Televisivo (PNT), a média foi de 16 pontos, o mesmo índice da estreia contra o Panamá. Nas cidades de Salvador e Recife, a partida chegou ao pico de 23 pontos. O SporTV assumiu a liderança isolada na TV por assinatura e a CazéTV superou seu recorde anterior com 1,232 milhão de telespectadores e/ou aparelhos conectados. Já a eliminação contra a Jamaica bateu novo recorde com 15 pontos e pico de 19 em São Paulo, superando até mesmo as atrações vespertinas da Globo, 19 pontos e pico de 22 no Rio de Janeiro e 17 pontos no Painel Televisivo Nacional, superando a média das duas partidas anteriores. Pelo SporTV, o aumento foi de 2444% na média matinal do canal.
Na Argentina, a partida contra a África do Sul se figurou como o programa mais assistido da TV Pública com 8,6 pontos, chegando ao pico máximo de 12,3 pontos, sendo uma das melhores marcas do canal público local e do futebol feminino no país.
A decisão entre Espanha e Inglaterra também garantiu bons números de audiência pelo Brasil, chegando aos 9 pontos pelo Painel Nacional Televisivo (PNT) e 10 pontos em São Paulo, alcançando o pico máximo de 15 na megalópole brasileira, mesmo com o jogo não tendo a participação da seleção nacional e a transmissão ter ocorrido nas primeiras horas do dia, sendo essa a maior marca numa manhã de domingo desde o jogo entre Japão e Costa Rica pela fase de grupos da Copa masculina de 2022. Ao todo, a cobertura da Copa pela televisão alcançou uma média de 63,2 milhões de pessoas e pelo streaming, a média foi de 24 milhões de pessoas e/ou aparelhos conectados. Na Espanha, a cobertura da conquista do país local alcançou mais de 5,6 milhões de telespectadores e share de 65,7%, sendo essa a maior audiência da história do futebol feminino no país, enquanto que no streaming a média foi de 2,1 milhões de pessoas e/ou aparelhos conectados. Ao todo, a média geral foi de 1,3 milhão de pessoas alcançadas pelas transmissões.
Pelo mundo todo, 2 bilhões de pessoas acompanharam todos os 64 jogos da Copa do Mundo, batendo o recorde da edição anterior, enquanto que as plataformas da FIFA chegaram a uma marca de 50 milhões de visitantes durante a competição.

## Balanço final
Em 18 de agosto de 2023, o presidente da FIFA, Gianni Infantino, repercutiu sobre o balanço da competição na abertura da Convenção da FIFA, em Sydney. O presidente destacou os resultados positivos dentro de campo e também fora, com recordes de receita, de público nos estádios e de audiência global dos jogos.
O torneio gerou uma receita de 570 milhões de dólares, resultado que garantiu o sucesso financeiro do evento. Além da presença de quase dois milhões de torcedores nos estádios e 650 mil presentes nas "Fan Fests" da Austrália e da Nova Zelândia, números inéditos para um Mundial Feminino.

## Controvérsias
Houve várias controvérsias relacionadas à Copa do Mundo Feminina de 2023. Embora a Rússia tenha sido autorizada a participar de esportes internacionais depois que sua proibição de doping foi suspensa em dezembro de 2022, a UEFA a suspendeu em maio daquele ano devido à invasão da Ucrânia, impedindo que o time participasse das eliminatórias da Copa do Mundo e portanto, incapaz de participar.
Em 2023, mais controvérsias surgiram, geralmente em reação a decisões impopulares tomadas pela FIFA: o bem-estar das jogadoras era uma preocupação, com a FIFA limitando o tamanho do elenco e propondo a divulgação oficial de forma tardia; o potencial patrocínio do torneio pela Arábia Saudita foi criticado e eventualmente descartado; e a quantia de dinheiro que alguns países ofereceram pelos direitos de transmissão foi criticada pela FIFA, que por sua vez foi criticada por hipocrisia.
Depois que a FIFA sofreu críticas por proibir as braçadeiras de capitão do OneLove horas antes da Copa do Mundo masculina de 2022, passou meses em discussão com as seleções femininas sobre o assunto. As braçadeiras OneLove acabaram proibidas também na Copa do Mundo Feminina, com uma braçadeira semelhante projetada pela FIFA e disponibilizada pela organização.